# Balantidium coli
 (septembre 2007).
Si vous disposez d'ouvrages ou d'articles de référence ou si vous connaissez des sites web de qualité traitant du thème abordé ici, merci de compléter l'article en donnant les références utiles à sa vérifiabilité et en les liant à la section « Notes et références ».
Balantidium du côlon
Pour les articles homonymes, voir Coli.
Espèce
Balantidium coli, le Balantidium du côlon, est une espèce de gros ciliés commensaux du porc, du singe et parfois du rat, qui détermine accidentellement chez l'homme une parasitose intestinale : la balantidiose. C'est le plus gros protozoaire et le seul cilié pathogène pour l'homme.

## Répartition géographique et importance
Mondiale mais plus fréquente en climats subtropical et tempéré, la balantidiose apparaît surtout lorsque hygiène précaire et sous-alimentation fragilisent une population vivant en contact étroit avec ce réservoir animal très important qu'est le porc.

Malgré la proportion notable d'affections inapparentes, elle tire son importance des formes dysentériques qui, heureusement rares, sont brutales et souvent mortelles.

## Morphologie
Balantidium coli peut se présenter sous deux formes.

### Forme végétative
Dans les selles, Balantidium a une forme ovalaire de 80 micromètres en général (mais qui peut aller de 30 à 300 micromètres). Les mouvements de ses cils sont coordonnés et il se déplace en spirale. Il possède deux noyaux dont seul le plus gros est visible sans coloration :
- le macronoyau (macronucleus) réniforme (ou noyau végétatif), servant aux fonctions végétatives ;
- le micronoyau (micronucleus), situé dans la cavité du précédent, qui assure les fonctions de reproduction.

Ce protozoïte présente de nombreuses vacuoles digestives où sont digérés, bactéries, débris cellulaires, etc. Dans sa région postérieure est situé un pore (le cytoprocte) d'où sont expulsés les résidus alimentaires dans le milieu externe. On observe à chaque pôle de la cellule une vacuole pulsatile qui maintient la pression osmotique en évacuant l'eau qui pénètre en permanence dans le corps cellulaire.

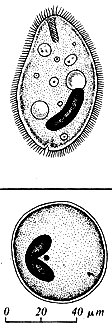
Balantidium coli ; le trophozoïte et le cyste.

### Forme kystique
Dans le milieu extérieur, la forme de résistance de Balantidium est représentée sous forme de kyste entouré d'une paroi épaisse. De forme sphérique (diamètre : 50 micromètres), c'est l'élément contaminant l'humain par voie orale.

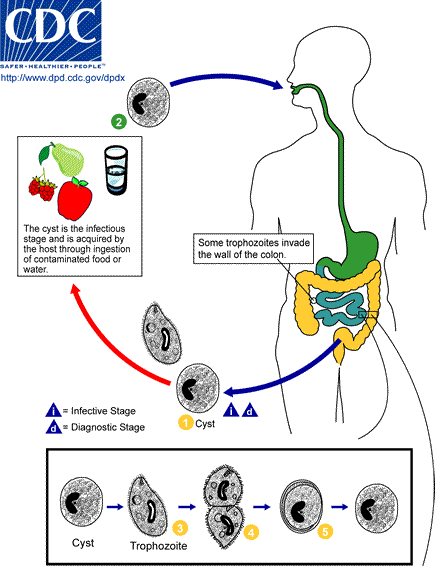
Le cycle végétatif de Balantidium coli.

## Biologie
La grande résistance naturelle de l'humain à Balantidium fait que seul un sujet ayant perdu cette protection (état carentiel, perturbation de la flore bactérienne associée, déficience organique…) se trouvera infecté par la déglutition de kystes souillant sa boisson ou sa nourriture.
La forme végétative issue de ces kystes s'installe sur la muqueuse du gros intestin, de l'ampoule rectale à la portion terminale de l'intestin grêle ; elle y vit d'abord en surface, en commensal, se nourrissant du microbiote qui l'entoure, puis, ayant acquis un pouvoir histolytique, elle s'attaque à la muqueuse, au même titre que la forme histolytica de l'amibe dysentérique.

## Clinique
Dans la grande majorité des cas, lorsque la résistance naturelle n'a été que partiellement abaissée, l'affection reste inapparente ou ne constitue qu'une trouvaille de laboratoire à l'occasion d'un examen de selles ; cette forme pose le problème classique des « porteurs sains ».
Les cas cliniques se présentent sous deux aspects :
- la colite chronique balantidienne comporte des épisodes diarrhéiques avec émissions fréquentes (jusqu'à 10 selles par jour) de diarrhée terreuse, peu abondante, très liquide, avec placards muqueux. L'émission de selles semble indépendante des repas ou du régime mais elle est exacerbée en période estivale. Elle est souvent accompagnée de phénomènes douloureux épigastriques, de coliques et de ténesme. Elle alterne avec des phases de constipation, dans une évolution lente avec perte de poids et altération de l'état général qui favorisent trop souvent des affections intercurrentes ;
- la dysenterie aigüe balantidienne fait toute la gravité de la maladie. Elle s'installe brutalement dans un tableau symptomatologique évoquant irrésistiblement la dysenterie amibienne : épreintes et faux besoins aboutissant à des selles glaireuses afécales  (« crachats dysentériques ») nombreuses, 10 à 15 ou plus par jour, et à un ténesme insupportable. Bien qu'évoluant sans fièvre, chez un malade tachycardique, insomniaque et céphalalgique, elle entraîne, du fait notamment des vomissements constants et de l'anorexie, un amaigrissement considérable pouvant dépasser trente kilogrammes en quelques semaines. L'atteinte profonde de l'état général, parfois l'hémorragie ou la perforation du côlon, aboutissent souvent à la mort.

## Diagnostic
Le diagnostic de certitude sera obtenu par la facile découverte de ces parasites volumineux et mobiles soit dans les selles, soit sur un prélèvement fait au cours d'une rectoscopie au niveau des ulcérations en « carte de géographie » caractéristiques.

## Traitement
Actuellement, l'oxytétracycline (Terramycine*) permet le déparasitage complet des malades en quelques jours. On l'administre à raison de 1 g/jour pendant dix jours.
Les porteurs sains, découverts par hasard ou au cours d'enquêtes systématiques en milieu menacé, seront stérilisés par le même traitement.
Certains préconisent de « reconstituer la flore intestinale » avec des levures ou des bactéries probiotiquec (Saccharomyces boulardii (Ultra-levure*), Bacillus subtilis (Bactisubtil*), Lactobacillus acidophilus (Lactiflore*, Biolactyl*…) ). Pourtant, ces microorganismes ne peuvent s'implanter dans l'intestin de façon prolongée. De plus, les levures ne font pas partie du microbiote intestinal en concentration élevée et la levure retrouvée dans les selles est essentiellement Candida albicans, très minoritaire[réf. souhaitée].

## Systématique
Le nom valide complet (avec auteur) de ce taxon est Balantidium coli (Malmsten, 1857) Stein, 1863.

### Synonymes
Balantidium coli a pour synonymes :
- Balantioides coli (Malmstein 1857) Chistayakova et al. 2014[5]
- Neobalantidium coli[5]
- Paramaecium coli Malmsten, 1857[4]
- Paramecium coli Malmstein, 1857[5]
- Paramecium coli Malmsten, 1857[4]

### Sous-espèces
Selon GBIF (2 octobre 2023) :
- Balantidium coli bovis
- Balantidium coli coli
- Balantidium coli giganteum